# 阿勒瑪斯大樓
阿勒瑪斯大樓（Almas Tower），又稱鑽石大樓（Diamond Tower），位於阿拉伯聯合酋長國迪拜一個人工島上，是一層樓高74層、360公尺的摩天大樓。大廈其中的70層會用作商業用途，其餘4層用作服務中心。大廈內還有一個鑽石切割及交易中心，並設有高級保安系統。在哈里發塔完工之前，阿勒瑪斯大樓曾是杜拜第一高樓。

## 外部連結
- Emporis.com （页面存档备份，存于） - 編號 210141
- 阿勒瑪斯大樓 - SkyscraperCity.com
- DMCC entry
- 阿勒瑪斯大樓 - SkyscraperPage.com （页面存档备份，存于）
- 阿勒瑪斯大樓發展資料